# Pleurothallis peculiaris
Pleurothallis peculiaris är en orkidéart som beskrevs av Carlyle August Luer. Pleurothallis peculiaris ingår i släktet Pleurothallis och familjen orkidéer. Inga underarter finns listade i Catalogue of Life.